# 銀座出入口
銀座出入口（ぎんざでいりぐち）は、東京都中央区築地、銀座にある首都高速道路都心環状線の出入口である。内・外回り双方の出口・入口とも設置されているフルインターチェンジである。4箇所の入口と出口の所在地は離れている。

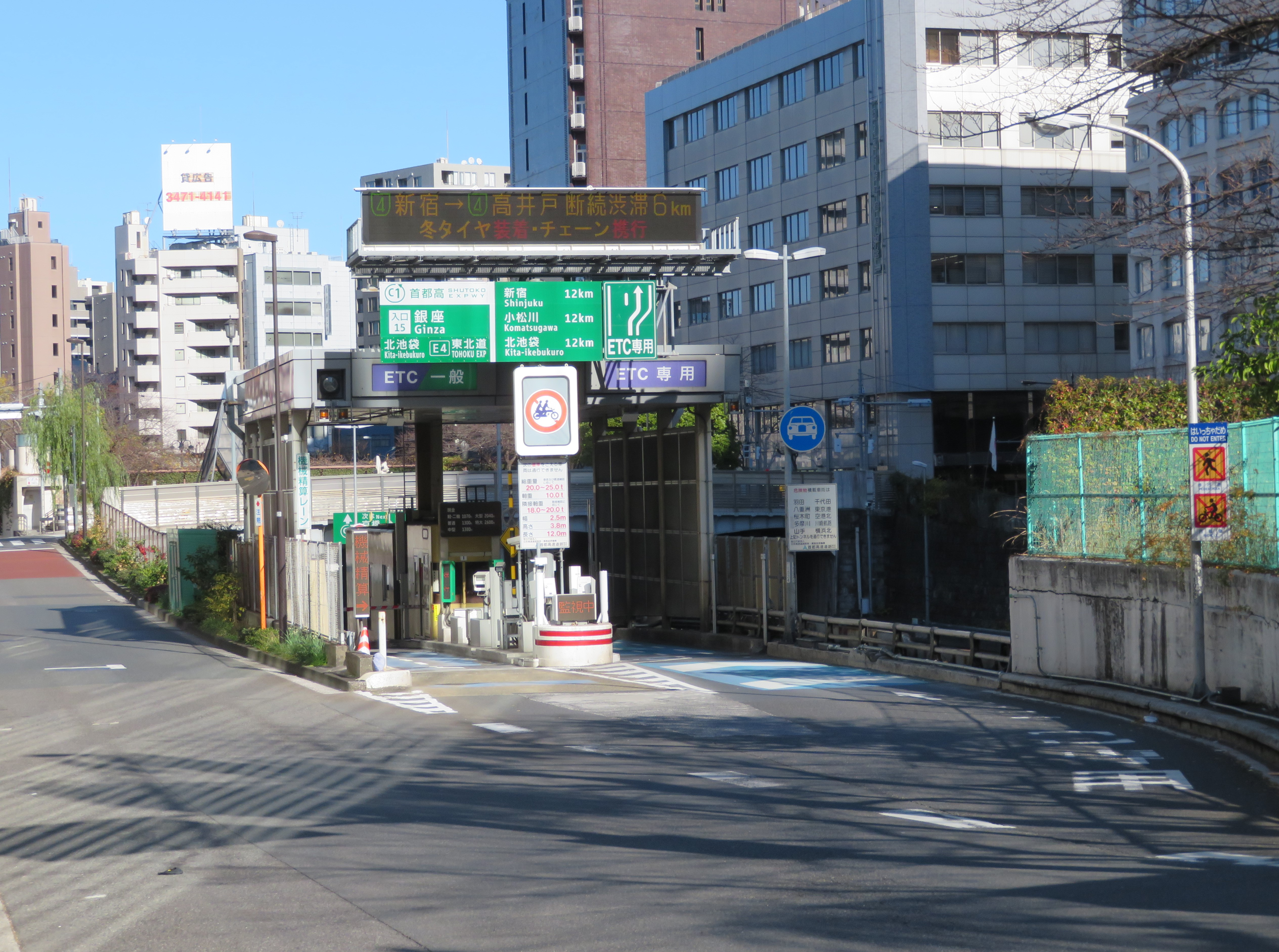
江戸橋・神田橋方面入口

## 接続する道路
- 晴海通り

## 周辺
- 歌舞伎座
- NISSAN CROSSING
- 新橋演舞場
- 東銀座駅
- 銀座駅

## 隣
首都高速都心環状線
(13,14)新富町出口 - (15,16)銀座出入口 - 汐留JCT（汐留出入口併設）